# Juliane von Fircks
Juliane von Fircks (* 1969 in Stralsund) ist eine deutsche Kunsthistorikerin. Ihr Forschungsschwerpunkt liegt im Bereich Skulptur und Textilien des Mittelalters.

## Werdegang
Juliane von Fircks studierte von 1988 bis 1998 Kunstgeschichte, Psychologie und Philosophie an der Ernst-Moritz-Arndt-Universität Greifswald, der Universität Poitiers und der Freien Universität Berlin. Sie promovierte über „Marienbilder des 13. Jahrhunderts im Ostseeraum“ bei den Kunsthistorikern Eberhard König und Robert Suckale.
Nach einem wissenschaftlichen Volontariat von 2000 bis 2003 im Museum Wiesbaden war sie von 2004 bis 2006 als Wissenschaftliche Mitarbeiterin an der Universität Greifswald tätig und von 2006 bis 2018 Wissenschaftliche Mitarbeiterin bei Matthias Müller am Institut für Kunstgeschichte der Johannes Gutenberg-Universität Mainz. Im Juli 2017 erfolgte dort die Habilitation im Fach Kunstgeschichte. Seit November 2018 ist sie Professorin für Kunstgeschichte des Mittelalters an der Friedrich-Schiller-Universität Jena.

## Wirken

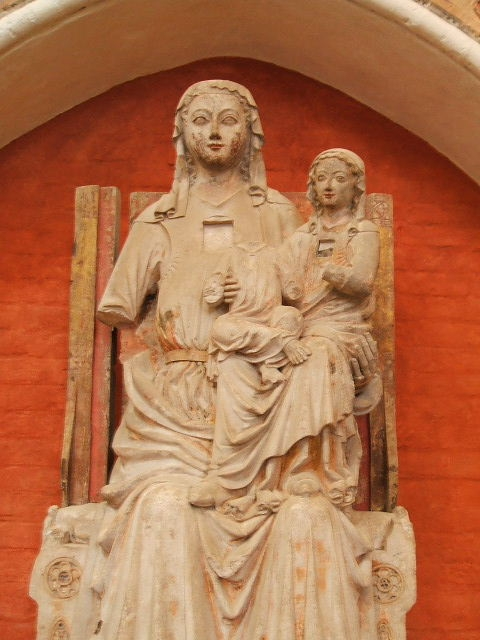
Anna Selbdritt in Stralsund

Der kunsthistorische Beitrag von Juliane von Fircks zur Qualität der aus Stuck geformten Skulptur Anna Selbdritts in der Kirche St. Nikolai zu Stralsund im gleichnamigen Sachbuch ergab eine neue zeitliche Datierung der Entstehung der Plastik. Bisher wurde diese dem 14. Jahrhundert zugeordnet. Mit der klassischen Methode der Stilkritik ermittelte Fircks jedoch den zeitlichen Ursprung der Skulptur um die Mitte des 13. Jahrhunderts, der Zeit der Hochgotik.
In dem Buch Liturgische Gewänder des Mittelalters aus St. Nicolai und Stralsund nimmt Juliane von Fircks mit Birgit Krenz eine wissenschaftliche Darstellung und Begutachtung mittelalterlicher liturgischer Gewänder aus der Sammlung des kulturhistorischen Museums in Stralsund vor. Hierbei wird zum einen die überregionale Bedeutung der Stralsunder Bestände aufgezeigt und zum anderen die Epoche des Spätmittelalters in ihrer weltweiten Vernetzung dokumentiert. Im Katalog, der den Hauptteil des Buches bildet, wird auf 39 Einzeltextilien, deren Muster und Verarbeitung näher eingegangen. Das Buch zeigt hinsichtlich der Produktionsorte der liturgischen Gewänder weiteren Forschungsbedarf.

## Schriften (Auswahl)
- mit Volkmar Herre: Anna Selbdritt. Eine kolossale Stuckplastik der Hochgotik in St. Nikolai zu Stralsund Herre, Stralsund 1999, ISBN 3-932014-08-1.
- Faszination Farbe. Zum 100. Geburtstag des Malers Erwin Filter (1904–2004). Ausstellungskatalog. Wiesbaden 2004, ISBN 3-00-013783-1.
- Der Stralsunder Paramentenschatz. Kulturhistorisches Museum, Stralsund 2006, ISBN 3-9805660-6-4.
- Liturgische Gewänder des Mittelalters aus St. Nikolai in Stralsund. Abegg-Stiftung, Riggisberg 2008, ISBN 978-3-905014-37-2.
- Skulptur im südlichen Ostseeraum. Stile, Werkstätten und Auftraggeber im 13. Jahrhundert (= Studien zur internationalen Architektur- und Kunstgeschichte. Band 90). Imhof, Petersberg 2012, ISBN 978-3-86568-608-4.
- Panni Tartarici. Seidengewebe aus Asien im spätmittelalterlichen Europa (= Jahresgabe des Deutschen Vereins für Kunstwissenschaft). Berlin 2024.